# Томоко Акане
Томоко Акане (яп. 赤根智子) є японською юристкою і чинною суддею Міжнародного кримінального суду (ICC) від Японії.
11 березня 2025 судді Міжнародного кримінального суду (МКС) на пленарному засіданні обрали суддю Томоко Акане головою суду.

## Професійна кар'єра
Після закінчення університету вона стала державним прокурором у 1982 році. Протягом своєї кар'єри вона обіймала посади на різних рівнях системи правосуддя. Вона вирішила стати державним прокурором через брак можливостей, які приватний сектор надавав жінкам, а також тому, що хотіла бути причетною до відправлення правосуддя для жертв та злочинців. Акане була головним прокурором району Хакодате на Хоккайдо з 2010 по 2012 рік, а у 2012 році була обрана прокурором Верховного суду Японії. Акане також була професором практики кримінального правосуддя на юридичному факультеті Університету Чукіо та юридичному факультеті Університету Нагої з 2005 по 2009 рік. У Нагої вона також проводила дослідження в галузі реформи кримінального правосуддя у 2005—2006 рр. У 2009—2010 рр. вона очолювала Департамент міжнародного співробітництва (ICD) у Міністерстві юстиції Японії. Протягом семи років вона брала участь у діяльності Азійського та Далекосхідного інституту Організації Об'єднаних Націй з питань запобігання злочинності та поводження з правопорушниками (UNAFEI), а з липня 2013 р. по жовтень 2014 р. вона обіймала посаду директора UNAFEI.

### Суддя Міжнародного кримінального суду
У квітні 2016 року уряд Японії висунув її кандидатуру на посаду судді МКС, а 4 грудня 2017 року Асамблея держав-учасниць у Нью-Йорку обрала її суддею МКС. Вона вступила на посаду в березні 2018 року строком на дев'ять років. Як суддя МКС вона в основному призначена до Палати попереднього провадження II.
У березні 2024 року Акане була обрана суддями головою Міжнародного кримінального суду на термін до 2027 року, ставши першою японкою, яка очолила Міжнародний кримінальний суд.

## Зони відповідальності
За свою кар'єру вона зрозуміла, що важливо не лише покарати злочинців, але й заохотити їх не брати участь у злочинній діяльності знову. Під час роботи в UNAFEI її двічі відряджали до Кенії, де вона брала участь у підготовці офіцерів пробації.

## Особисте життя
Вільно володіє японською та англійською мовами.